# Хёрлюкке, Рикке
Рикке Хёрликке Брун Йоргенсен (дат. Rikke Hørlykke Bruun Jørgensen; род. 2 апреля 1976, Ольборг) — датская гандболистка, игравшая на позиции полусредней, двукратная олимпийская чемпионка (1996 и 2004 годы), двукратная чемпионка Европы (1996 и 2002 годы).

## Биография

### Клубная карьера
Рикке начинала свою карьеру в клубах «Баллеруп» и «Вирум-Соргенфри», в 1998 году перешла в немецкую команду «Лютцеллинден». В составе клуба в 1999 году выиграла Кубок Германии, в том же году вернулась на родину и стала игроком ФИФ, выступая за него на протяжении трёх сезонов. С 2002 по 2004 годы выступала за ГОГ, в 2004 перешла в «Слагельсе», с которым выиграла Лигу чемпионов в 2005 году.
В 2006 году Рикке прекратила выступления по причине беременности. В феврале 2011 года вернулась в состав команды ФИФ. В январе 2012 года заключила контракт с «Вирум-Соргенфри», провела сезон в первом дивизионе (второй уровень датского гандбольного чемпионата), по окончании сезона 2012/2013 окончательно завершила карьеру.

### Карьера в сборной
В активе Рикке 125 игр за датскую сборную и 234 гола. В составе датской сборной Рикке стала олимпийской чемпионкой в 2004 году и чемпионкой Европы в 2002 году.

### Вне спорта
Рикке участвовала в 2007 году в танцевальном шоу «Vild med dans» (датская версия международного проекта «Stricty Come Dancing») с Мадсом Вадом и заняла 3-е место в проекте. Также она работает комментатором на датском телеканале TV3+. Автор книги о здоровом образе жизни «Сильный, сильнее, здоровый» (дат. Stærk, stærkere, sund).

### Семья
Муж — Клаус Брун Йоргенсен, бывший гандболист и действующий тренер женской сборной Дании. Сын — Аксель Николай.